# ماریا پولیاکووا
ماریا پولیاکووا (انگلیسی: Mariya Polyakova؛ زادهٔ ۷ آوریل ۱۹۷۴) بازیکن والیبال اهل اوکراین است.